# 諾亞計畫
《諾亞計畫》是一款由FLEET開發及發行智慧型手機海戰RPG，遊戲平台為IOS和Android系統，預計在2019年5月上市。

## 故事背景
因為地殼變動導致海面上升，即將覆蓋整座星球的行星「諾亞」，為了逃生，人們決定執行全人類移民計畫，並開始建造巨大移民船，同時也開始尋找能啟動巨大移民船的12隻方舟，以及能夠控制方舟的特殊能力者們。 也因為人們各自的想法不同，而分成贊成全人類移民的「全人類移民派」、主張只有受選者才能移民生存的「選民移民派」、以及與星球共存亡的「終末派」三大勢力，三者不同的想法主張，使得彼此互相爭奪能夠控制移民船的方舟繼承權，而這不但將影響整個人類的未來，也將對主角御船真瀬未來的命運產生巨大衝擊——